# Półbuty

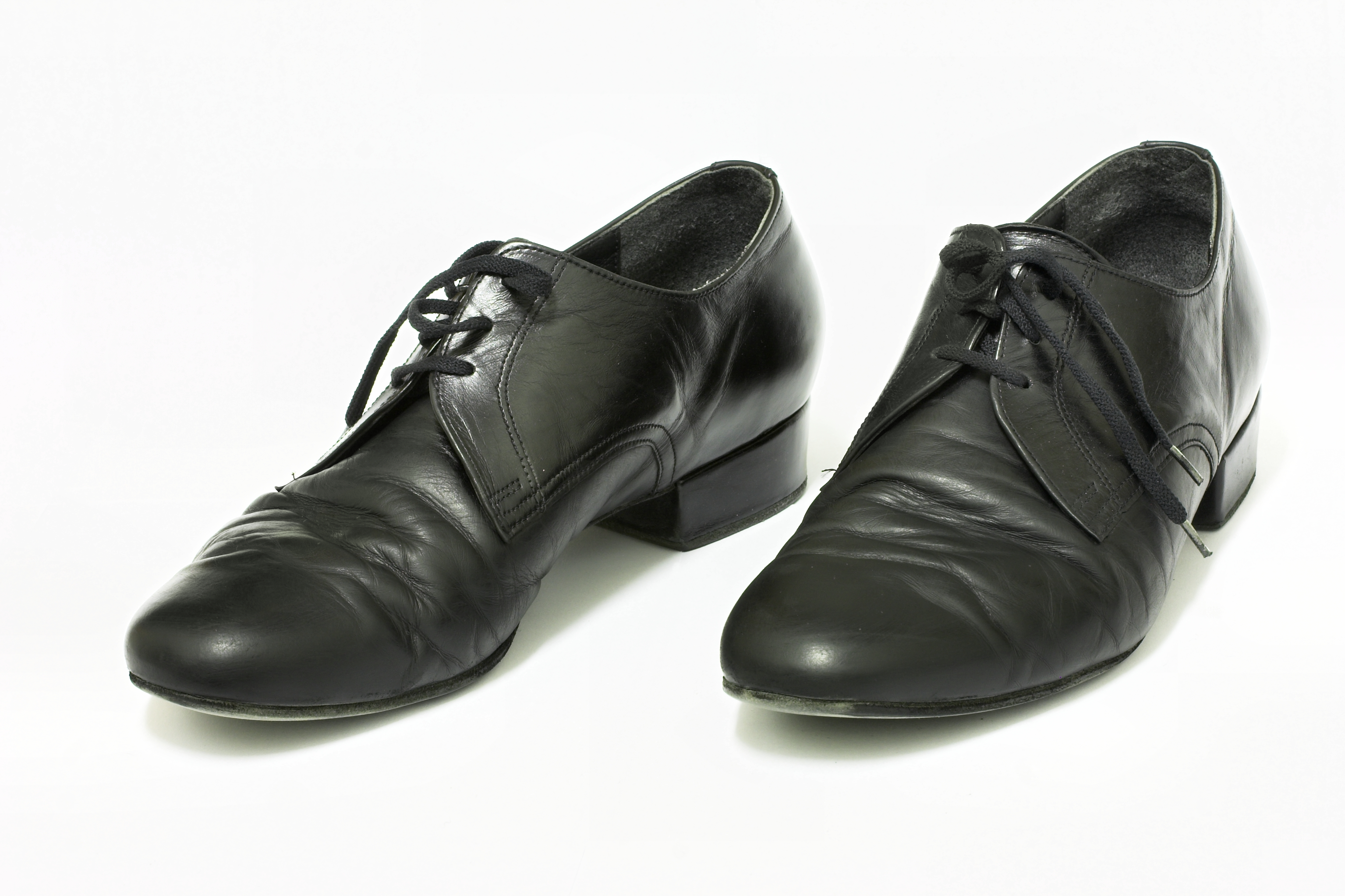
Półbuty wyjściowe (pantofle)

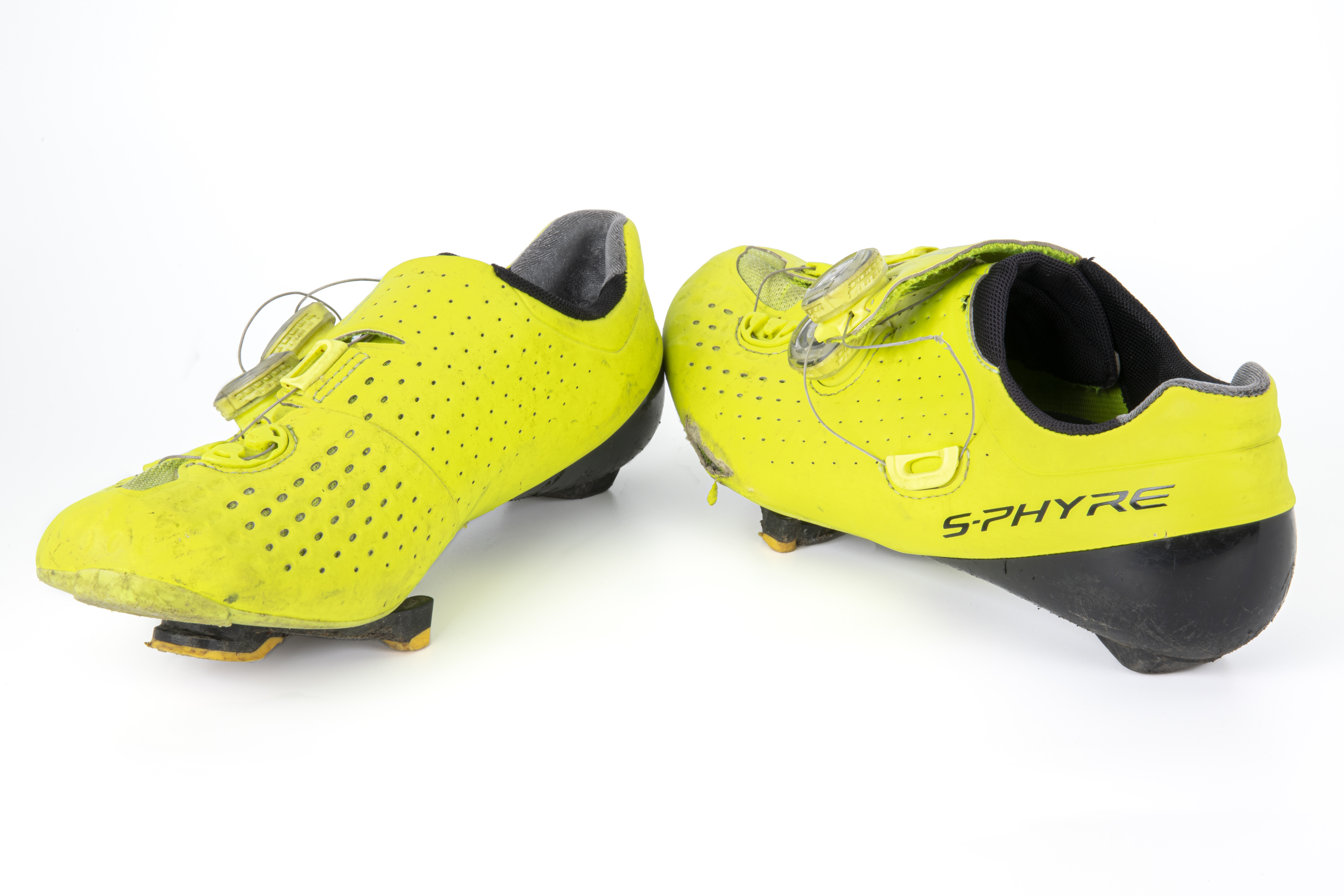
Półbuty sportowe

Półbuty – rodzaj butów, w których nie występują cholewki (bądź sięgają maksymalnie do kostek). Mogą być sznurowane lub wsuwane. Najczęściej na polskim rynku występują:
- półbuty damskie
- półbuty męskie
- półbuty dziecięce
- półbuty sportowe
- półbuty wojskowe
- półbuty robocze

Na ziemiach polskich półbuty występują już w średniowieczu.
Obecnie na polskim rynku obuwniczym mianem pantofle określa się elegancki rodzaj półbutów (tak damskich jak i męskich) o niskiej cholewce (poniżej kostki) lub bez, z obcasem lub bez obcasa.